# Mistrzostwa Świata w Piłce Siatkowej Mężczyzn 2018 (eliminacje strefy CSV)
Eliminacje strefy CSV do Mistrzostw Świata w Piłce Siatkowej Mężczyzn 2018 odbywały się w dwóch etapach i brało w nich udział 8 reprezentacji. Eliminacje wyłoniły 2 zespoły, które awansują do Mistrzostw Świata w Piłce Siatkowej Mężczyzn 2018. Eliminacje były ściśle związane z Mistrzostwami Ameryki Południowej w Piłce Siatkowej Mężczyzn 2017: mistrz kontynentu wywalczył bezpośredni awans na Mistrzostwa Świata

## Uczestnicy
W eliminacjach uczestniczyło 8 z 12 członków federacji CSV.
| Uczestnicy Mistrzostw CSV 2017                                    | Drużyny CSV nie uczestniczące w eliminacjach |
| ----------------------------------------------------------------- | -------------------------------------------- |
| Argentyna Brazylia Chile Kolumbia Paragwaj Peru Urugwaj Wenezuela | Boliwia Ekwador Gujana Gujana Francuska      |

## Mistrzostwa CSV 2017
Mistrzostwa CSV 2017 rozegrane zostały w dniach 7-11 sierpnia 2017r. w Chile. Wzięło w nich udział 8 reprezentacji.
Na Mistrzostwa Świata 2018 awansował Mistrz Ameryki Południowej 2017.

### Klasyfikacja końcowa
kwalifikacja do Mistrzostw Świata 2018
     prawo do gry na turnieju kwalifikacyjnym
| Miejsce | Reprezentacja |
| ------- | ------------- |
| złoto   | Brazylia      |
| srebro  | Wenezuela     |
| brąz    | Argentyna     |
| 4.      | Chile         |
| 5.      | Kolumbia      |
| 6.      | Urugwaj       |
| 7.      | Peru          |
| 8.      | Paragwaj      |

## Turniej kwalifikacyjny
Turniej odbył się w dniach 30 sierpnia - 2 września 2017r. w Argentynie. Wzięły w nim udział 3 reprezentacje: dwie najwyżej sklasyfikowane drużyny w klasyfikacji końcowej Mistrzostw Ameryki Południowej 2017 (oprócz Brazylii, która wywalczyła już awans na Mistrzostwa Świata 2018 jako Mistrzowie Ameryki Południowej 2017, oraz Argentyny) oraz gospodarz turnieju, reprezentacja Argentyny.
Rozgrywki były prowadzone systemem kołowym, „każdy z każdym” bez meczów rewanżowych.
Na Mistrzostwa Świata 2018 awansuje zwycięzca turnieju.

### Wyniki
kwalifikacja do Mistrzostw Świata 2018
| Lp. | Drużyna   | Mecze | Mecze   | Mecze   | Pkt | Sety | Sety | Sety  | Małe punkty | Małe punkty | Małe punkty |
| Lp. | Drużyna   | M     | W (3:2) | P (2:3) | Pkt | wyg. | prz. | ratio | zdob.       | str.        | ratio       |
| --- | --------- | ----- | ------- | ------- | --- | ---- | ---- | ----- | ----------- | ----------- | ----------- |
| 1   | Argentyna | 2     | 2 (0)   | 0 (0)   | 6   | 6    | 1    | 6.000 | 171         | 121         | 1.413       |
| 2   | Chile     | 2     | 1 (0)   | 1 (0)   | 3   | 4    | 3    | 1.333 | 149         | 153         | 0.974       |
| 3   | Wenezuela | 2     | 0 (0)   | 2 (0)   | 0   | 0    | 6    | 0.000 | 104         | 150         | 0.693       |

Źródło: voleysur.org
Punktacja: 3:0 i 3:1 – 3 pkt; 3:2 – 2 pkt; 2:3 – 1 pkt; 1:3 i 0:3 – 0 pkt
Zasady ustalania kolejności: 1. liczba zwycięstw; 2. liczba punktów; 3. stosunek setów; 4. stosunek małych punktów; 5. bilans w bezpośrednich meczach
 Estadio Nestor Kirchner, Palpalá, Argentyna
| Data       | Godz. | Drużyna 1 | Wynik | Drużyna 2 | 1     | 2     | 3     | 4     | 5 | Widzów | * |
| ---------- | ----- | --------- | ----- | --------- | ----- | ----- | ----- | ----- | - | ------ | - |
| 2017-08-30 | 21:15 | Argentyna | 3:1   | Chile     | 21:25 | 25:19 | 25:17 | 25:13 |   |        | 1 |

 Polideportivo Delmi, Salta, Argentyna
| Data       | Godz. | Drużyna 1 | Wynik | Drużyna 2 | 1     | 2     | 3     | 4 | 5 | Widzów | * |
| ---------- | ----- | --------- | ----- | --------- | ----- | ----- | ----- | - | - | ------ | - |
| 2017-09-01 | 21:00 | Chile     | 3:0   | Wenezuela | 25:22 | 25:20 | 25:15 |   |   |        | 2 |
| 2017-09-01 | 17:00 | Argentyna | 3:0   | Wenezuela | 25:19 | 25:16 | 25:12 |   |   |        | 3 |